# Stephostethus sinuatocollis
Stephostethus sinuatocollis là một loài bọ cánh cứng trong họ Latridiidae. Loài này được Faldermann miêu tả khoa học năm 1837.